# L'Amitié (film, 1998)
Pour les articles homonymes, voir L'Amitié (homonymie).
Pour plus de détails, voir Fiche technique et Distribution.
L'Amitié est un film français réalisé par Serge Bozon, sorti en 1998.